# Người Anh gốc Á
Người Anh gốc Á (tiếng Anh: Asian British, còn được gọi là người Nam Á tại Anh (tiếng Anh: South Asian in Britain) là những người gốc Nam Á cư trú tại Vương quốc Anh. Trong cách sử dụng tiếng Anh Anh, thuật ngữ châu Á thường dùng để chỉ những người có gốc ở Nam Á, về cơ bản là tiểu lục địa Ấn Độ (hay cựu thuộc địa Raj & Ceylon thuộc Anh), tức là các nước hiện đại như Ấn Độ, Pakistan, Bangladesh và Sri Lanka.
Nhập cư một số lượng nhỏ người Nam Á đến Anh bắt đầu với sự xuất hiện của Công ty Đông Ấn đến tiểu lục địa Ấn Độ vào thế kỷ 17. Người Ấn Độ đến Anh, vì lý do giáo dục hoặc kinh tế, trong thời kỳ Raj thuộc Anh, với hầu hết trở về Ấn Độ sau một vài tháng hoặc vài năm, và với số lượng lớn hơn khi phong trào độc lập của Ấn Độ dẫn đến sự phân chia năm 1947, cuối cùng tạo ra các quốc gia riêng biệt của Ấn Độ, Pakistan và Bangladesh.
Làn sóng di cư và định cư châu Á quan trọng nhất ở Vương quốc Anh diễn ra sau Thế chiến II, sự sụp đổ của Đế quốc Anh và nền độc lập của Pakistan, Ấn Độ, Sri Lanka và sau đó là Bangladesh, đặc biệt là trong những năm 1950 và 1960. Một dòng người nhập cư châu Á cũng diễn ra sau khi trục xuất hoặc chuyến bay của các cộng đồng Ấn Độ (lúc đó là người mang hộ chiếu Anh) từ các quốc gia mới độc lập ở Uganda, Kenya và Tanzania vào đầu những năm 1970.